# Hawthorn Football Club
Pour les articles homonymes, voir Hawthorn.
Le Hawthorn Football Club est une équipe de football australien évoluant en AFL.
L'équipe est basé à Hawthorn en banlieue est de Melbourne.
Le club fut créé en 1902 et est surnommé Hawks. Le maillot des Hawks est jaune avec des rayures marron.
Le club à intégrer le championnat en 1925. Il faudra attendre 36 ans pour voir Hawthorn se qualifier pour la grande finale (victoire contre Footscray 94 - 51).
Hawthorn se qualifiera pour sept grandes finales consécutives de 1983 à 1989 avec 4 victoires et 3 défaites.
Hawthorn est le seul club à avoir été champion dans les années 1960, 1970, 1980, 1990, 2000 et 2010.
En 2010, le club de Hawthorn signe un partenariat avec son homonyme français, les Toulouse Hawks.
En 2015, les Hawks remporte leur troisième titre consécutif en battant en finale les West Coast Eagles 107 - 61.
Champion AFL: 1961, 1971, 1976, 1978, 1983, 1986, 1988, 1989, 1991, 2008, 2013, 2014 et 2015.